# آدل‌جوز
آدل‌جوز (به ترکی استانبولی: Adilcevaz) (گاه اَلجوز هم می‌گویند) شهری است در کشور ترکیه که در استان بتلیس واقع شده‌است. جمعیت این شهر بر اساس سرشماری سال ۲۰۰۸ میلادی ۱۷٬۴۵۸ نفر و بر اساس برآوردهای سال ۲۰۰۹ میلادی ۱۰٬۱۸۹ نفر می‌باشد.

## پیشینه
آدل‌جوز به خاطر گردوهای خود شهرت دارد و نام این شهر نیز در اصل ذات‌الجوز است (جوز به عربی به معنی گردو است). آدل‌جوز شکل تحریف‌شده ترکی همین نام عربی است. نام باستانی آن آرتسیکه بوده‌است که نامی است ارمنی.
در منطقه آدل‌جوز آثار باستانی مختلفی از دوران اورارتوها، ایرانیان، آشوری‌ها، اعراب، بیزانس‌ها و ارمنی‌ها دیده می‌شود. قلعه کف که در زمان سلجوقیان ساخته شده در کوهی در ۱۰ کیلومتری آدل‌جوز واقع شده‌است. بقایای کلیسای تخریب‌شده ارمنیان به نام کلیسای معجزات نیز بر تپه‌ای در شمال غرب آدل‌جوز قرار دارد. از جمعیت بومی ارمنی منطقه پس از نسل‌کشی ارامنه اثری باقی نمانده است.